# Manifesto dei Sedici
Il Manifesto dei Sedici è un documento redatto nel 1916 dagli anarchici Pëtr Alekseevič Kropotkin e Jean Grave, nel quale si appoggiava la vittoria alleata sulla Germania e gli Imperi centrali durante la prima guerra mondiale. Con lo scoppio della guerra, l'anarchico Kropotkin e altri partitari della causa alleata difesero la propria posizione sul periodico Freedom, provocando risposte molto critiche. Mentre la guerra continuava, gli anarchici in tutta Europa parteciparono nei movimento contro la guerra e denunciarono il crimine della guerra con volantini e dichiarazioni, includendo una dichiarazione del 1916 firmata da anarchici noti come Emma Goldman e Rudolf Rocker.
In questo momento, Kropotkin manteneva frequenti contatti con quelli che condividevano la sua posizione, e fu convinto da uno dei suoi membri, Jean Grave, a scrivere un documento per promuovere l'appoggio anarchico agli alleati. Il manifesto fu pubblicato nelle pagine del periodico socialista interventista La-Bataille il 14 marzo del 1916, e successivamente pubblicato in altri periodici anarchici europei. Il manifesto dichiarava che l'appoggio alla guerra era un atto di resistenza contro l'aggressione dell'Impero tedesco e che la guerra doveva proseguire fino alla sua sconfitta. Su questo punto, gli autori supponevano che i partiti politici che governavano in Germania sarebbero stati rovesciati e che si sarebbe potuto avanzare verso l'obiettivo anarchico dell'emancipazione dell'Europa e del popolo tedesco.
Contrariamente al suo titolo, il Manifesto dei sedici è stato firmato originariamente da quindici persone – tra cui alcuni degli anarchici più noti in Europa – e più tardi fu appoggiato da circa altri cento. La posizione del Manifesto si pose in chiaro contrasto con la maggioranza degli anarchici dell'epoca, molti dei quali denunciarono i suoi firmatari ed i suoi simpatizzanti, e li accusarono di tradire i principi dell'anarchismo. Il movimento anarchico russo si divise in due, una parte appoggiò la posizione di Kropotkin contro le forti critiche dei bolscevichi. In altre parti d'Europa, inclusi nei movimenti anarchici spagnoli e svizzeri, l'impugnazione del Manifesto fu schiacciante ed i suoi simpatizzanti furono denunciati ed isolati.

## Contesto storico

### La posizione antitedesca di Kropotkin
Il sentimento anti-germanico era una forte corrente dentro i movimenti progressisti e rivoluzionari in Russia sin dalle loro origini, dovuto all'influenza tedesca nell'aristocrazia della dinastia Romanov. Lo storico George Woodcock affermava che, come la maggior parte dei russi, Kropotkin fu influenzato da opinioni simili durante tutta la sua vita, culminando in un acerrimo e pregiudiziale sentimento antitedesco all'inizio della prima guerra mondiale. Kropotkin fu anche influenzato dall'anarchico russo Mikhail Bakunin, per la sua rivalità con Karl Marx, per il suo esito del Partito Socialdemocratico di Germania, che secondo il movimento anarchico tradiva i movimenti rivoluzionari in Germania, e per la nascita dell'Impero Tedesco sotto il governo di Otto von Bismarck.

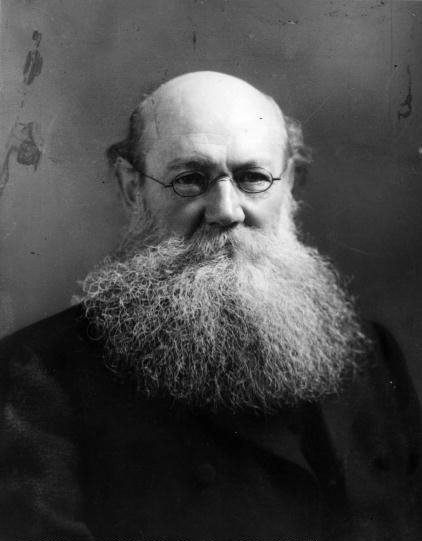
P. Kropotkin, coautore del Manifesto.

Quando fu assassinato l'arciduca Francesco Ferdinando, evento storico conosciuto come Attentato di Sarajevo, Kropotkin fu arrestato sotto il sospetto di aver causato agli assassini. Mentre era in carcere, Kropotkin fu intervistato per un articolo che apparirà nell'edizione del 27 agosto del The New York Times. L'articolo, che si riferisce a Kropotkin come un “veterano agitatore russo e democratico”, lo menziona come un partitario della guerra iniziata recentemente, credendo che in ultima istanza, avrebbe un effetto sulla libertà della società russa. In una lettera a Jean Grave, scritta nel settembre dello stesso anno, Kropotkin criticò duramente a Grave per desiderare una risoluzione pacifica del conflitto, e rimarcava che la guerra doveva continuare fino alla fine, e che “le condizioni di pace che saranno imposte dal vincitore”.
Alcuni mesi più tardi, Kropotkin permise che una lettera scritta da lui fosse inclusa nell'edizione di ottobre del 1914 del periodico Freedom. Dal titolo Una lettera a Steffen, nella quale espose la sua argomentazione a favore della guerra, disse che la presenza dell'Impero tedesco aveva impedito il progresso dei movimenti anarchici di tutta Europa, e che il popolo tedesco era colpevole della guerra tanto come lo era lo stato tedesco. Affermò anche che la popolazione russa si radicalizzerebbe e unirebbe con la vittoria della guerra, impedendo all'aristocrazia russa di beneficiarsi dal conflitto. In questo senso, affermò che le tattiche destinate a metter fine alla guerra, come il pacifismo e gli scioperi generali, non erano necessarie, e che in cambio, la guerra doveva proseguire fino alla sconfitta tedesca.
I bolscevichi risposero velocemente al militarismo di Kropotkin, in un intento di beneficiarsi politicamente. Vladimir Lenin pubblicò un articolo nel 1914, nel quale attaccò Kropotkin e gli anarchici russi in generale per la loro posizione a favore della guerra, e denunciò Kropotkin e un altro nemico politico, Georgij Valentinovič Plechanov, come sciovinisti per opportunismo o apatia. In altri discorsi e saggi, Lenin si riferì a Kropotkin nei primi anni della guerra come un borghese, e successivamente come un piccolo borghese.
Tra il 1915 ed il 1916, Kropotkin mantenne una corrispondenza costante con gli anarchici, tra cui l'anarchica russa Maria Goldsmith. Goldsmith e Kropotkin si scontrarono spesso nelle loro opinioni sulla prima guerra mondiale, sul ruolo dell'internazionalismo durante il conflitto, e se era possibile promuovere l'antimilitarismo durante questo periodo, l'inizio del 1916. Come si giustificò precedentemente, Kropotkin prese una forte posizione a favore della guerra durante questi comunicati, dato che era predisposto a criticare con frequenza l'Impero tedesco.

### La risposta anarchica alla guerra e Kropotkin
Dopo lo scoppio della prima guerra mondiale nell'agosto del 1914, gli anarchici iniziarono a prendere posizione. Sul clima dell'epoca, Max Nettlau commentò:
(Max Nettlau, Breve storia dell'anarchismo.)
L'attività anarchica europea fu limitata per le divisioni interne del movimento anarchico dovute alle diverse mentalità verso la guerra.
L'edizione del novembre 1914 di Freedom includeva celebri articoli in supporto alla causa degli Alleati, scritti da anarchici come Kropotkin, Jean Grave, Varlam Cherkezishvili e Verleben, così come una contestazione a Kropotkin, titolata Gli anarchici hanno scordato i propri principi e scritta dall'anarchico italiano Errico Malatesta. La settimana successiva, numerose lettere critiche con la posizione di Kropotkin furono inviate a Freedom, ed anche pubblicate, a causa dell'imparzialità dell'editore del periodico, Thomas Keell. In risposta alle critiche, Kropotkin si infuriò con Kell per non aver rifiutato queste carte, denunciandolo come un codardo indegno del suo ruolo di editore. Più tardi si convocò una riunione di quei membri del Freedom a favore della guerra così come Kropotkin, chiedendo che si sospendesse l'uscita del periodico. Keell, l'unico contrario alla guerra invitato ad assistere, rifiutò la proposta, chiudendo la riunione con un disaccordo ostile. Come risultato, finì la collaborazione di Kropotkin con Freedom ed il periodico continuò a pubblicarsi come l'organo dei membri del Freedom, in sua maggioranza contrari alla guerra.
Intorno al 1916, la prima guerra mondiale si era già prolungata per quasi due anni, durante i quali gli anarchici avevano preso parte ai movimenti contro la guerra in tutta Europa, rilasciando numerose dichiarazioni contro la guerra in diverse pubblicazioni anarchiche e di sinistra. Nel febbraio del 1916, si pubblicò la dichiarazione di un'assemblea di anarchici di diverse regioni, che includevano Regno Unito, Svizzera, Italia, Stati Uniti d'America, Russia, Francia ed i Paesi Bassi. Il documento fu firmato da personaggi come Ferdinand Domela Nieuwenhuis, Emma Goldman, Aleksandr Berkman, Luigi Bertoni, Saul Yanovsky, Harry Kelly, Thomas Keel, Lilian Wolfe, Rudolf Rocker e George Barrett. Fu anche sottoscritto da Errico Malatesta e Aleksandr Shapiro, due dei tre segretari eletti per il Congresso Internazionale Anarchici di Amsterdam del 1907. Si stabilirono alcuni punti di vista, inclusi quello che tutte le guerre sono il risultato del sistema sociale attuale, e per questo non è colpa di nessun governo in particolare; non considerarono come diverse una guerra difensiva e una guerra offensiva; e incitarono a tutti gli anarchici ad appoggiare solo la lotta di classe e la liberazione dei popoli oppressi come un mezzo per risolvere le guerre tra gli Stati-nazioni. Come risultato del suo crescente isolamento dalla maggioranza degli anarchici contrari alla guerra, George Woodcock segnala che Kropotkin e gli anarchici che appoggiarono la sua posizione si avvicinarono sempre più tra di loro durante i mesi che precedettero la redazione del Manifesto. Vari di questi stesse persone furono quelle che dopo firmeranno il Manifesto, includendo Jean Grave, Charles Malato, Paul Reclus e Christiaan Cornelissen.

## IlManifesto
Dato che Kropotkin non poté viaggiare nel 1916, ebbe una corrispondenza frequente con altri membri, tra cui Jean Grave, che viaggio con la sua sposa dalla Francia per visitare Kropotkin. Assieme, discussero sulla guerra ed l'appoggio di Kropotkin agli Alleati. Quando Kropotkin commentò che gli sarebbe piaciuto essere più giovane per poter essere un combattente, Grave suggerì la pubblicazione di un documento per incitare gli anarchici ad appoggiare lo sforzo degli Alleati. Inizialmente dubbioso, dovuto alla sua impossibilità personale per arruolarsi nel servizio militare attivo per ragioni di salute ed età, Kropotkin fu finalmente convinto da Grave.
Non si conosce esattamente quale parte fosse stata editata da ciascuno. In questo momento, Grave affermò che aveva scritto il manifesto e che Kropotkin lo aveva rivisto. In cambio, Grigorij Petrovič Maksimov affermò che Kropotkin aveva scritto il documento e che Grave gli aveva solo consigliato alcune modifiche minori. George Woodcock segnalò che il lavoro sembra essere molto influenzato per le tipiche preoccupazioni di Kropotkin ed i suoi argomenti contro l'Impero tedesco, per cui considerò che conoscere nei dettagli l'edizione del testo non era importante.
Il Manifesto era datato 28 febbraio 1916 e fu pubblicato per la prima volta su La Bataille del 14 marzo. La Bataille era un controverso periodico socialista conosciuto per il suo sostegno alla causa bellica, e per questo motivo era stato accusato di essere un elemento di propaganda del governo dei gruppi marxisti. Il manifesto fu ripubblicato nel periodico londinese Freedom il 14 aprile e nel Libre Fédération di Losanna (Svizzera) a maggio.

### Contenuto
La dichiarazione originale, lunga dieci paragrafi, includeva premesse filosofiche e ideologiche basate sulle opinioni di Kropotkin.
Il documento cominciava dichiarando che le correnti anarchiche si erano opposte alla guerre sin dalla nascita, e che gli autori preferivano una pace generata per una conferenza internazionale dei lavoratori europei. A continuazione, sostenevano che i lavoratori tedeschi molto probabilmente sarebbero anche a favore della fine del conflitto, e presentavano diverse ragioni per le quali sarebbe stato nel loro interesse appoggiare un armistizio. Queste ragioni erano che i cittadini, dopo venti mesi di guerra, avrebbero compreso che erano stati ingannati, facendogli credere che stavano partecipando in una guerra difensiva; che si sarebbero dati conto che lo Stato tedesco aveva preparato per molto tempo questo conflitto, e per questo sarebbe il colpevole; che l'Impero tedesco non poteva sostenere l'occupazione del territorio che aveva occupato; e che le persone che vivevano nei territori occupati erano libere di decidere se desideravano annettersi o no. Vari paragrafi riassumevano le condizioni potenziali di un armistizio, rifiutando qualsiasi idea di che l'Impero tedesco arrivasse a contrattare i termini per la pace. Gli autori insistevano anche che il popolo tedesco doveva accettare parte della colpa per non aver resistito alla marcia verso la guerra avviata dal governo tedesco. Gli autori sostenevano che una chiamata ad una immediata negoziazione non sarebbe stata buona, dato che lo stato tedesco avrebbe potuto dettare il processo di pace da una posizione di potere diplomatico e militare. In cambio, il manifesto proclamava che la guerra doveva continuare in modo che lo Stato tedesco perdesse la sua forza militare, e di conseguenza, la sua capacità di negoziare.
Gli autori proclamavano che, dovuto alla sua filosofia anti-governamentale, antimilitarista ed internazionalista, il supporto alla guerra era un atto di resistenza all'impero tedesco. Il manifesto concludeva quindi che, la vittoria sulla Germania e la caduta del Partito Socialdemocratico di Germania e gli altri partiti dell'Impero tedesco avrebbero avvicinato l'obiettivo anarchico di emancipazione dell'Europa e del popolo tedesco, e che gli autori sarebbero stati disposti a collaborare con i tedeschi per avanzare in questo obiettivo.

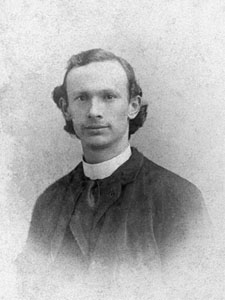
Christiaan Cornelissen, firmatario del Manifesto

### Firmatari e simpatizzanti
Il manifesto fu firmato da alcuni dei più noti anarchici d'Europa. I firmatari erano originalmente 15, però fu conosciuto come Manifesto dei Sedici dovuto all'erronea interpretazione del nome della località nella quale viveva l'algerino Antoine Orfila, cioè la città di Hussein Dey, come il cognome di un firmatario. Tra i principali firmatari del gruppo si trovano Jean Grave e Pëtr Alekseevič Kropotkin.
In Francia, furono firmatari gli anarcosindacalisti Christiaan Cornelissen e François Le Levé; Cornelissen era favorevole alla Unión sacrée, una tregua tra il governo francese e i sindacati durante la prima guerra mondiale, e scrisse diversi volantini contro la Germania, mentre Le Levé più tardi si unirà alla Resistenza francese durante la seconda guerra mondiale. Altro firmatario di spicco è Paul Reclus, figlio di Élisée Reclus la cui adesione alla guerra ed al Manifesto convinse a firmare l'anarchico giapponese Sanshirō Ishikawa (che firmò come Tchikawa).
L'anarchico russo-georgiano Varlam Cherkezishvili, critico del marxismo, giornalista ed amico di Kropotkin, fu un altro firmatario del manifesto. Le altre firme che supportarono il documento furono Herni Fuss, Jacques Guérin, Charles-Ange Laisant, Charles Malato, Jules Moineau, Antoine Orfila, Marc Pierrot e Ph. Richard. James Guillaume anche se era favorevole alla guerra, non firmò inizialmente il documento. Il manifesto fu successivamente appoggiato da un centinaio di anarchici.

## Impatto ed eredità
La pubblicazione del Manifesto fu ricevuta con grande disapprovazione del movimento anarchico internazionale, e considerando il suo impatto, George Woodcock segnalò che “solo confermava la divisione che esisteva nel movimento anarchico”.
I firmatari del Manifesto videro la prima guerra mondiale come una battaglia tra l'imperialismo tedesco e la classe operaia internazionale. Al contrario, la maggioranza degli anarchici dell'epoca, includendo Errico Malatesta, Emma Goldman e Alexander Berkman, videro la guerra come un conflitto tra capitalisti di diversi Stati imperialisti a spese della classe operaia. Il numero di partitari per la posizione di Kropotkin arrivò ad un massimo di 100 persone più o meno, mentre la schiacciante maggioranza degli anarchici sosteneva il punto di vista di Goldman e Berkman.
Assieme al manifesto ripubblicato nelle colonne cartacee dei lettori del periodico Freedom nell'aprile del 1916, si pubblicò una risposta di Malatesta. Questo articolo si titolò Governmental Anarchists (Anarchici del governo), e riconobbe la buona fede e le buone intenzioni dei firmatari del Manifesto, anche se li accusò di aver tradito i principi dell'anarchismo. A Malatesta si unirono velocemente altri anarchici importanti, tra cui Luigi Fabbri, Sébastian Faure, Emma Goldman, Émile Armand, Rudolf Rocker, Alexander Shapiro, Thomas Keell, Ferdinand Domela Nieuwenhuis, Gustav Landauer, Erich Mühsam, Fritz Oerter e Fritz Kater.

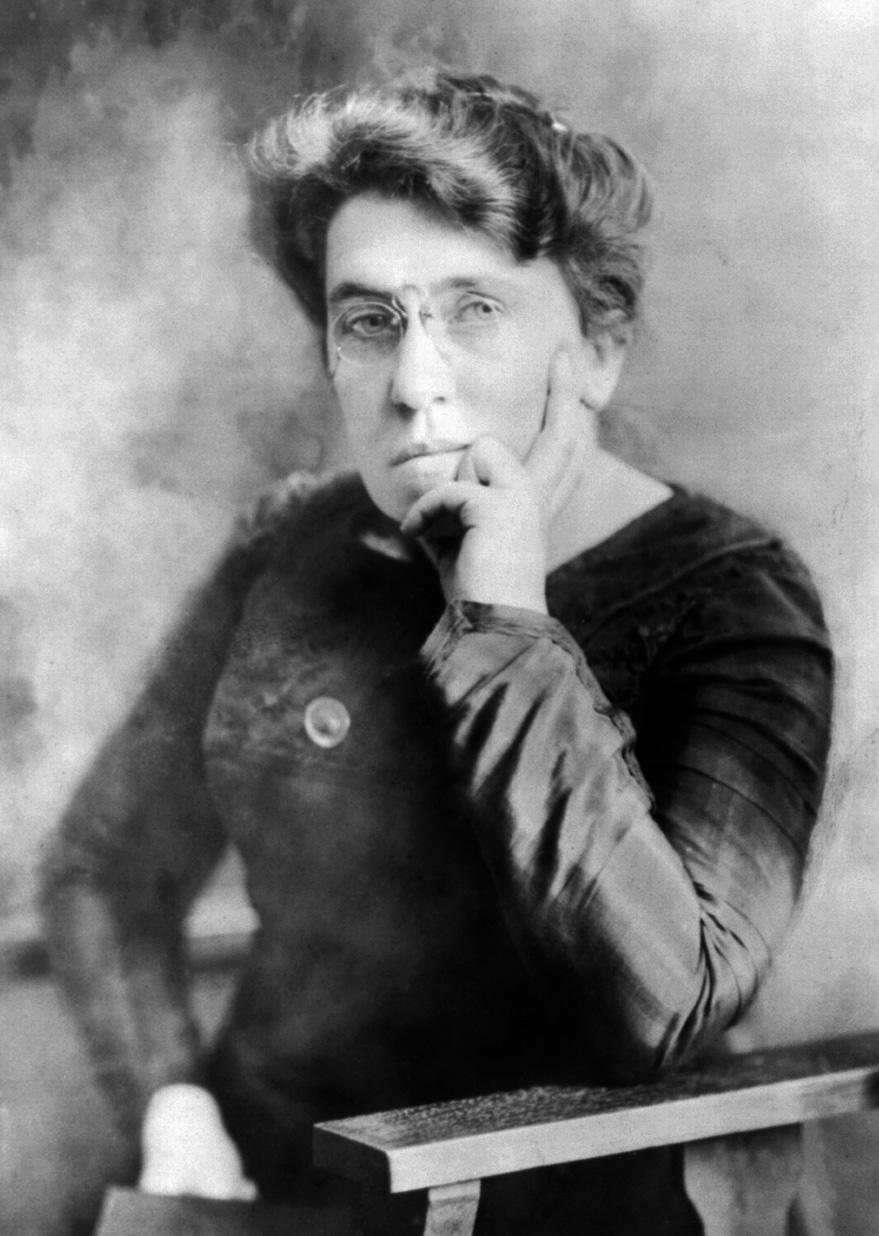
Emma Goldman fotografata intorno al 1911.

Come risultato di questo deciso sostegno alla guerra di Kropotkin, molte delle sue vecchie amicizie tagliarono i contatti con lui, e la sua popolarità si frantumò. Di conseguenza, Kropotkin rimase sempre più isolato durante gli ultimi anni a Londra, prima di tornare in Russia dopo la Rivoluzione d'ottobre.
Nello scritto Piotr Kropotkin federalista del 1922, una visione generale di Kropotkin scritta da Camillo Berneri, l'autore espone una critica al suo comportamento militarista. Berneri scrisse, “con il suo atteggiamento pro-guerra Kropotkin si separò dall'anarchismo”, ed affermò che il Manifesto dei sedici marca il culmine dell'incoerenza tra gli anarchici a favore della guerra; [Kropotkin] anche sostenne ad Aleksandr Fëdorovič Kerenskij in Russia sulla questione del proseguimento della guerra”. Lo scrittore anarchico Vernon Richards specula che se non fosse stato per la volontà di Thomas Keell, l'editore di Freedom (fermamente contrario alla guerra), di dare ai favorevoli alla guerra la possibilità di esprimere la loro opinioni e difendere i loro punti di vista dall'inizio, avrebbero potuto essere isolati politicamente molto prima.

### Russia
Lo storico Paul Avrich descrive le conseguenze del sostegno alla guerra come una “quasi fatale” divisione nel movimento anarchico russo. Gli anarchici di Mosca si divisero in due gruppi, la fazione maggioritaria appoggio Kropotkin; la fazione di minor tendenza contro la guerra rispose abbandonando l'anarco-comunismo di Kropotkin e abbracciò l'anarco-sindacalismo. Nonostante ciò, il movimento anarchico continuò a guadagnare forza. In un articolo pubblicato nell'edizione del dicembre 1916 di Stato e rivoluzione, il leader bolscevico Lenin accusò la maggioranza degli anarchici russi di seguire Kropotkin e Grave, e denunciandoli dcome“anarco-sciovinisti”. Simili accuse furono fatte da altri bolscevichi come Iosif Stalin, che scriveva in una lettera al leader bolscevico “Ho letto recentemente articoli di Kropotkin – il vecchio scemo sembra aver perso completamente la ragione”.
Lo storico George Woodcock descrive queste critiche come accettabili nella misura in cui si concentrano nel militarismo di Kropotkin. Nonostante ciò trovò le critiche degli anarchici russi “ingiustificate”, e rispetto alle accuse che gli anarchici russi abbracciarono il messaggio di Kropotkin e Grave, Woodcock affermò che “niente di tutto ciò è successo: solo un centinaio di anarchici firmarono le diverse dichiarazioni in sostegno alla guerra; la maggioranza in tutti i paesi mantenne una posizione antimilitarista così coerente come quella dei bolscevichi”.

### Svizzera e Spagna
A Ginevra, un gruppo arrabbiato di "internazionalisti" - tra cui Grossman-Roštšin, Alexander Ghe ed il discepolo di Kropotkin K. Orgeiani – battezzarono gli anarchici che appoggiavano la guerra come "anarco-patrioti". Sostenevano che l'unica forma di guerra accettabile per gli anarchici era la vera rivoluzione sociale che avrebbe rovesciato la borghesia e le sue istituzioni oppressive. Jean Wintsch, fondatore della Scuola Ferrer di Losanna ed editore di La libre fédération, fu isolato dal movimento anarchico svizzero quando si allineò con il Manifesto ed i suoi firmatari.
Gli anarcosindacalisti spagnoli, che si opposero alla guerra reclamando che nessuna delle fazioni stava dal lato dei lavoratori, ripudiarono furiosamente gli antichi idoli (inclusi Kropotkin, Malato e Grave) quando scoprirono che avevano scritto il manifesto. Un piccolo numero di anarchici in Galizia e Asturias non fu d'accordo e fu calorosamente denunciato dalla maggioranza degli anarcosindacalisti della Catalogna (che prevalevano nel sindacato anarchico Confederación Nacional del Trabajo).